# Melica ciliata
Espèce
Statut de conservation UICN

 LC  : Préoccupation mineure
Melica ciliata, la Mélique ciliée, est une espèce de plantes herbacées de la famille des Poaceae (graminées).

## Description
La Mélique ciliée est une  plante vivace  rampante, courte, de 30 à 80 cm de haut, de couleur glauque.
La floraison survient en juin-juillet.

## Répartition
Elle affectionne les lieux secs et arides dans quasiment toute la France, y compris la Corse. Elle pousse en Europe, en Asie occidentale et en Afrique septentrionale.
Elle a été introduite en Australie du sud.

## Utilisation
On la trouve dans les pelouses basophiles des régions médio-européennes.
Elle peut être appréciée comme fleur séchée.

## Synonyme
- Melica glauca Schultz

## Sous-espèces
- Melica ciliata subsp. ciliata
- Melica ciliata subsp. magnolii
- Melica ciliata subsp. transsilvanica[1].

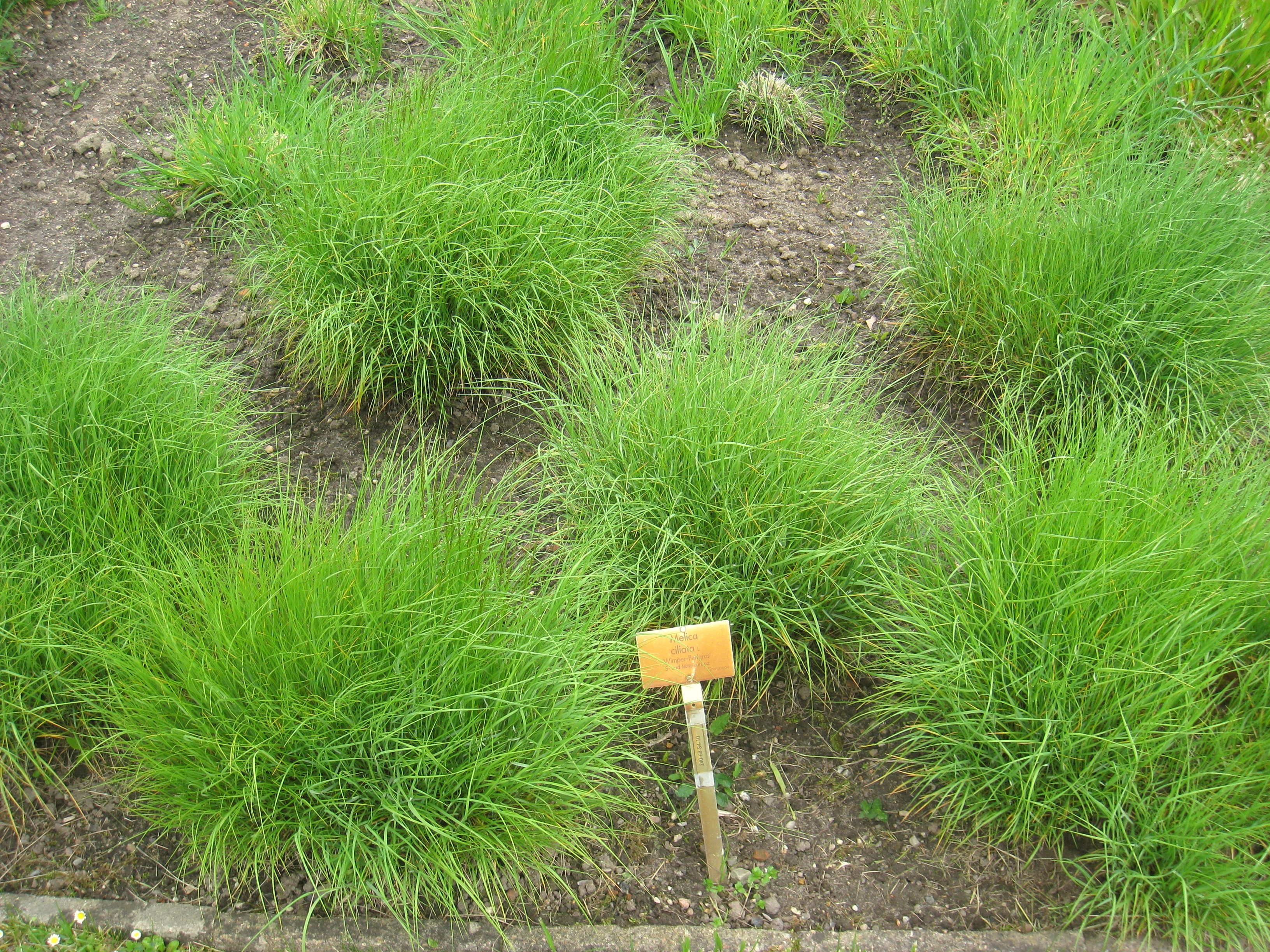
Jeune plant.
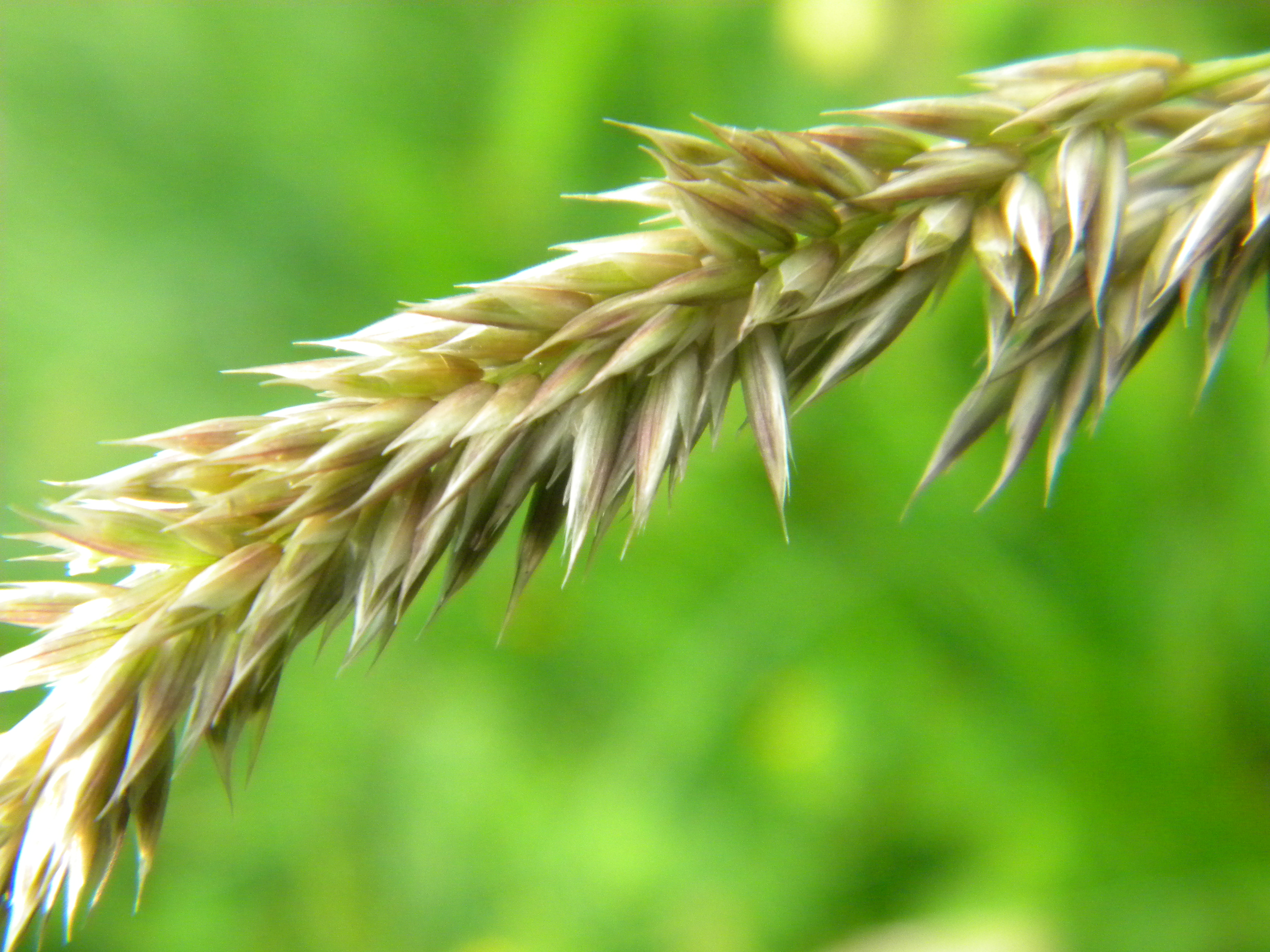
Épi
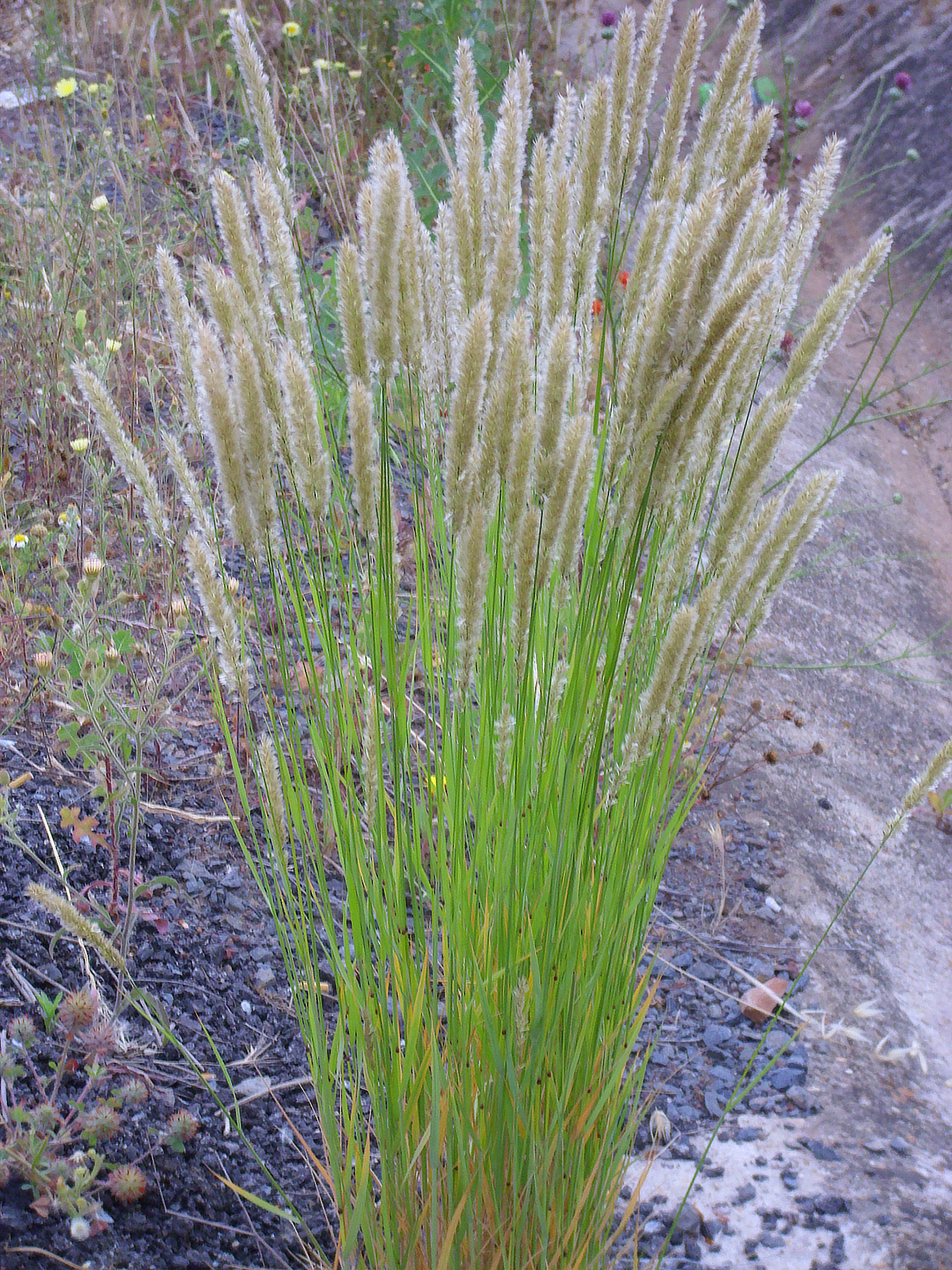
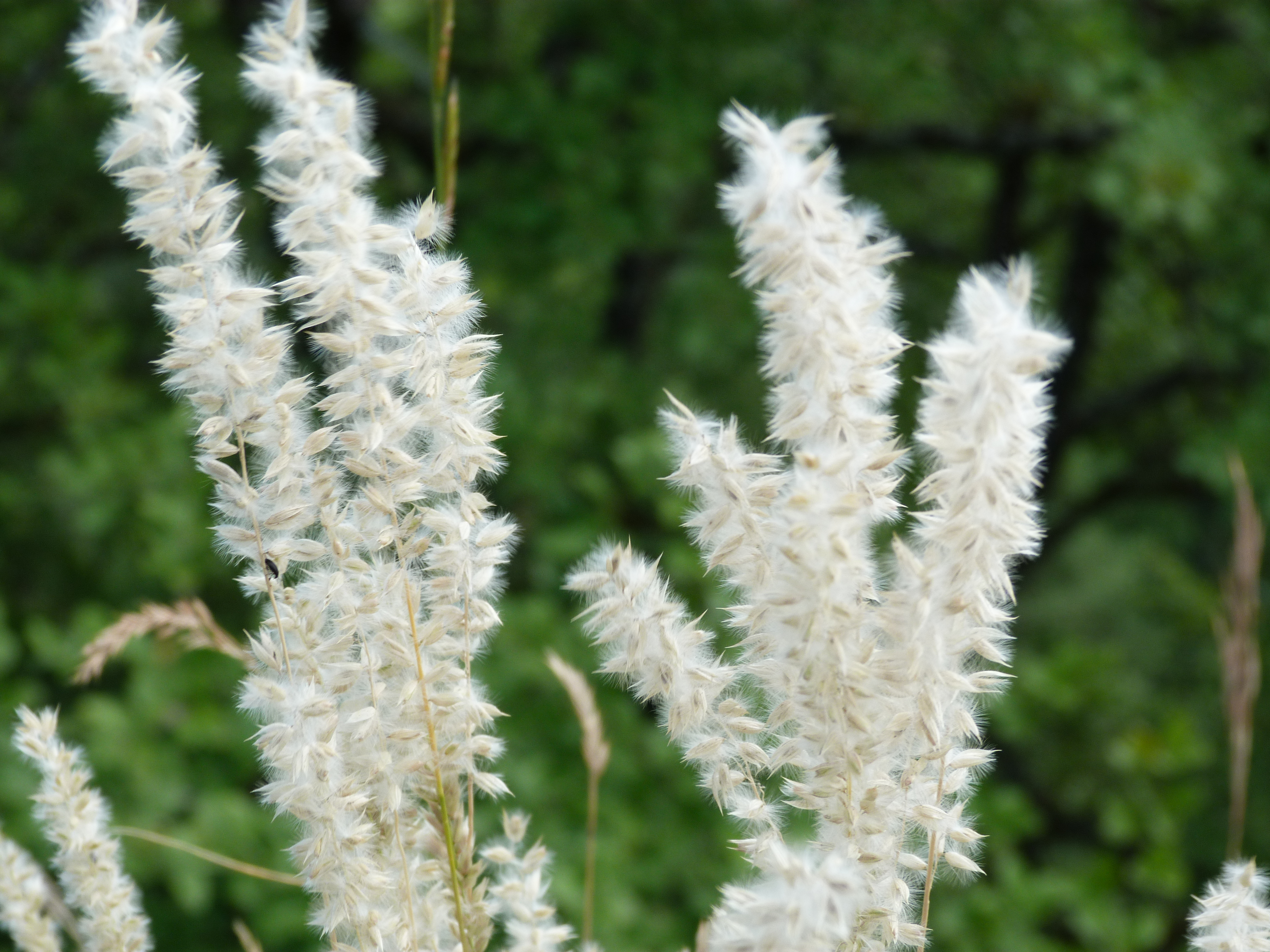
À maturité.
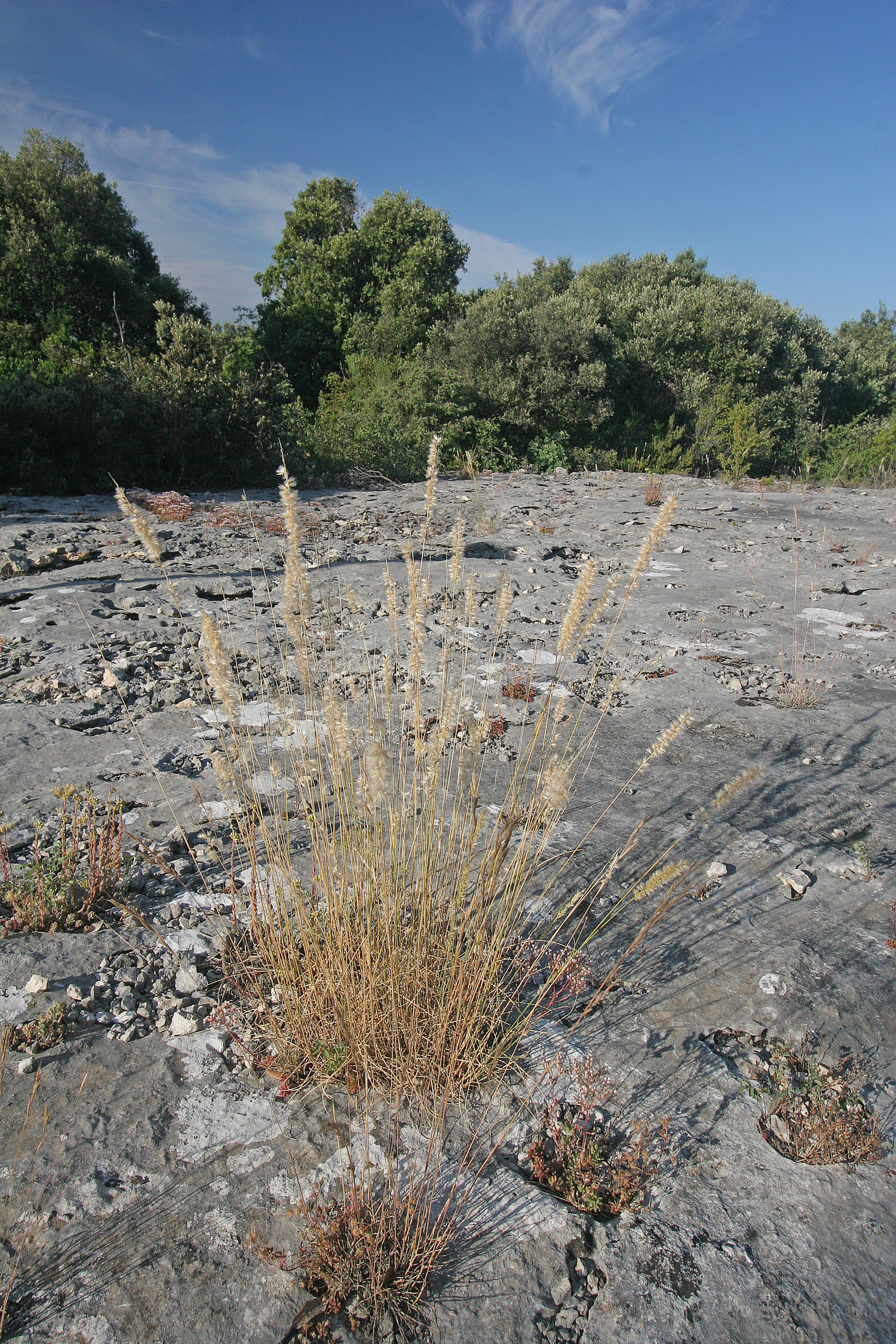
En Ardèche.
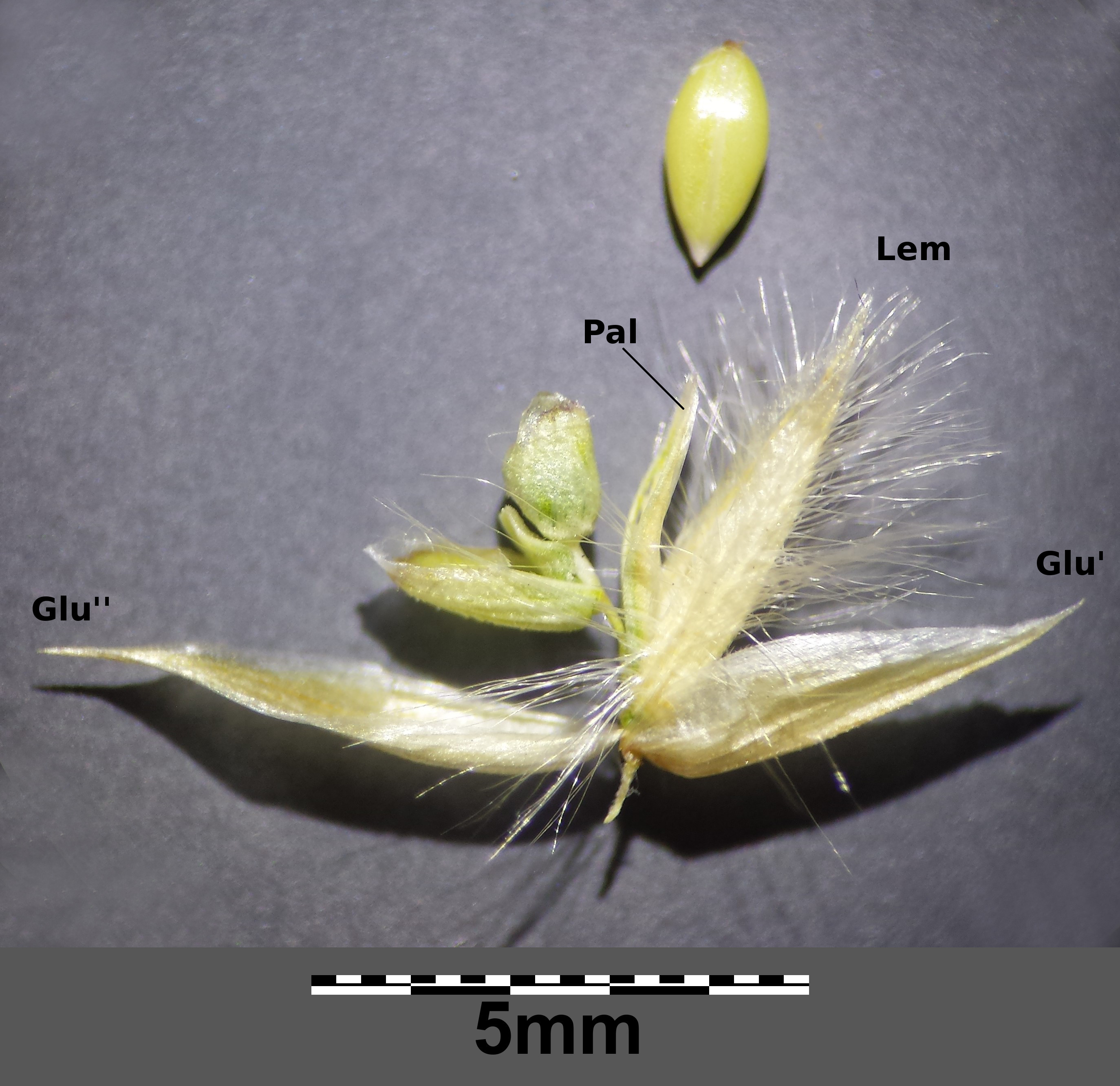
Épillet.